# Jujurieux
Jujurieux – miejscowość i gmina we Francji, w regionie Owernia-Rodan-Alpy, w departamencie Ain.

## Demografia
Według danych na styczeń 2012 r. gminę zamieszkiwało 2189 osób, a gęstość zaludnienia wynosiła 142,2 osoby/km².